# Aéroport d’Anahim Lake
L'aéroport d’Anahim Lake est un aéroport situé en Colombie-Britannique, au Canada.

## Compagnies aériennes et destinations
| Compagnies               | Destinations           |
| ------------------------ | ---------------------- |
| Pacific Coastal Airlines | Bella Coola, Vancouver |

Édité le 02/05/2025